# Нововязовское
Нововязовское (укр. Новов'язівське) — село,
Нововязовский сельский совет,
Юрьевский район,
Днепропетровская область,
Украина.
Код КОАТУУ — 1225982501. Население по переписи 2001 года составляло 1820 человек.
Является административным центром Нововязовского сельского совета, в который, кроме того, входят сёла
Водяное,
Дубовое,
Заречное и
Орловское.

## Географическое положение
Село Нововязовское находится на берегу реки Вязовок,
выше по течению на расстоянии в 1 км расположено село Сергеевка,
ниже по течению на расстоянии в 2,5 км расположено село Заречное.
Река в этом месте пересыхает, на ней сделана запруда.

## История
- Основано в 1782 году как село Хандалеевка на правом берегу реки Вязовок. На левом берегу в 30-х годах находился хутор Кочережский.

- В 1946 г. село Ханделеевка переименовано в Вязовку[2].

## Экономика
- ООО «Лан».

## Объекты социальной сферы
- Школа.
- Детский сад.
- Больница.
- Дом культуры.
- Музыкальная школа.